# Organizationally Unique Identifier
Organizationally Unique Identifier eller akronymen OUI är en kod som unikt identifierar en tillverkare av nätverkskort. OUI används för att identifiera tillverkaren av en nätverksenhet med hjälp av MAC-adressen som börjar med OUI-koden.